# Леманн, Ганс
Ганс Леманн (нем. Hans Lehmann; 24 сентября 1915, Брунсбюттель — 25 ноября 1981, Машен, близ Гамбурга) — немецкий офицер-подводник, обер-лейтенант (1 апреля 1943 года).

## Биография
Служил на тральщиках и крейсере «Адмирал Хиппер» (в феврале — марте 1940 года). В июне 1942 переведен в подводный флот. Несколько месяцев прослужил вахтенным офицером на подлодках U-359 и U-454.
23 сентября 1943 года назначен командиром подводной лодки U-997 (Тип VII-C/41), на которой совершил 7 походов (проведя в море в общей сложности 167 суток), преимущественно в воды Арктики.
8 мая 1945 года награждён Рыцарским крестом Железного креста.
После получения приказа о капитуляции привел лодку в Лондондерри и сдался.
Всего за время военных действий Леманн потопил 2 корабля общим водоизмещением 1708 т и повредил 1 судно водоизмещением 4287 брт.